# Hollywell Brook
Der Hollywell Brook ist ein Wasserlauf in Oxfordshire, England. Er entsteht aus zwei unbenannten Zuflüssen südlich von Shellingford und fließt in östlicher Richtung bis zu seiner Mündung in den River Ock am südwestlich von Stanford in the Vale.